# Brézina

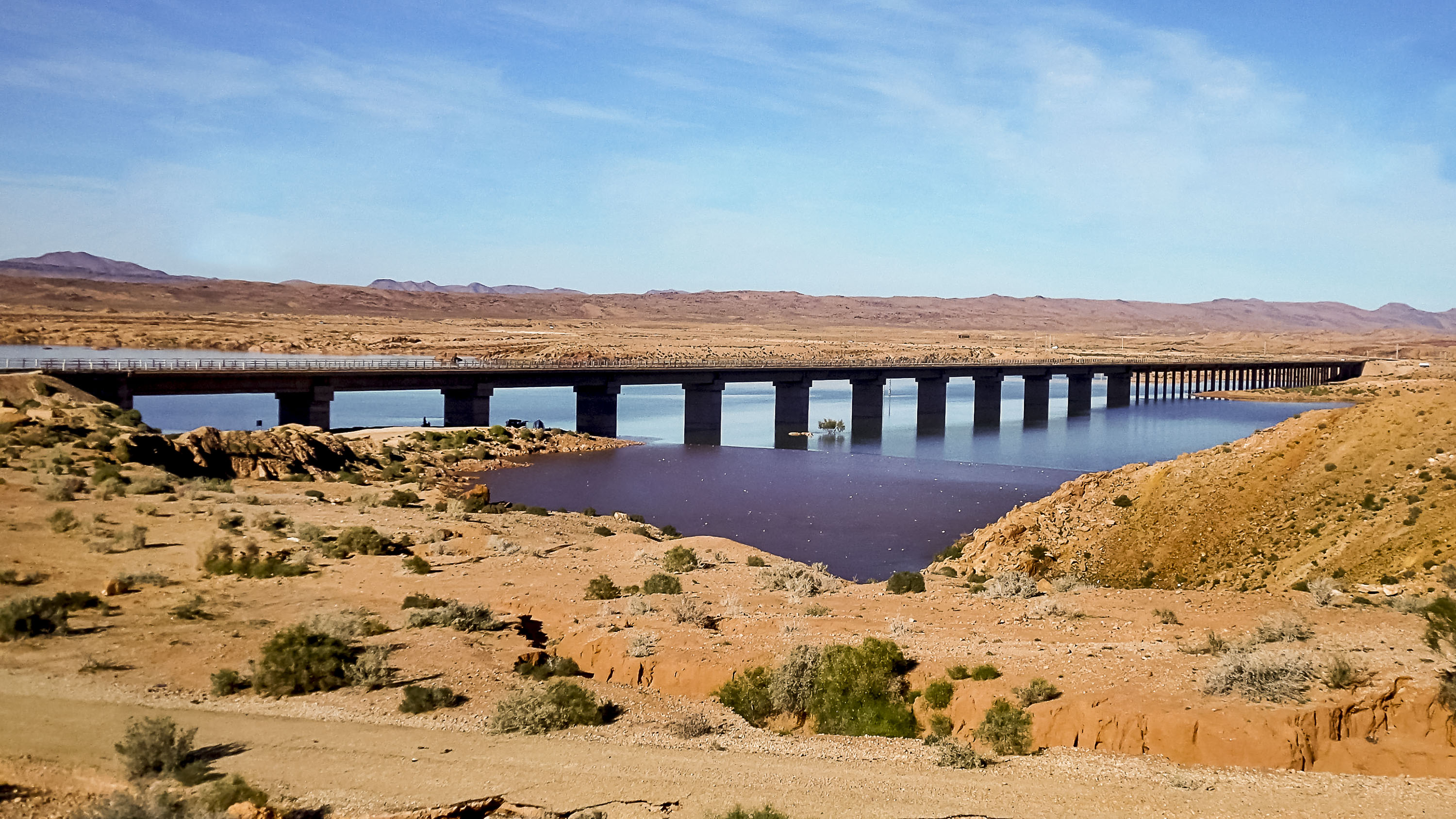
Stausee nördlich von Brézina

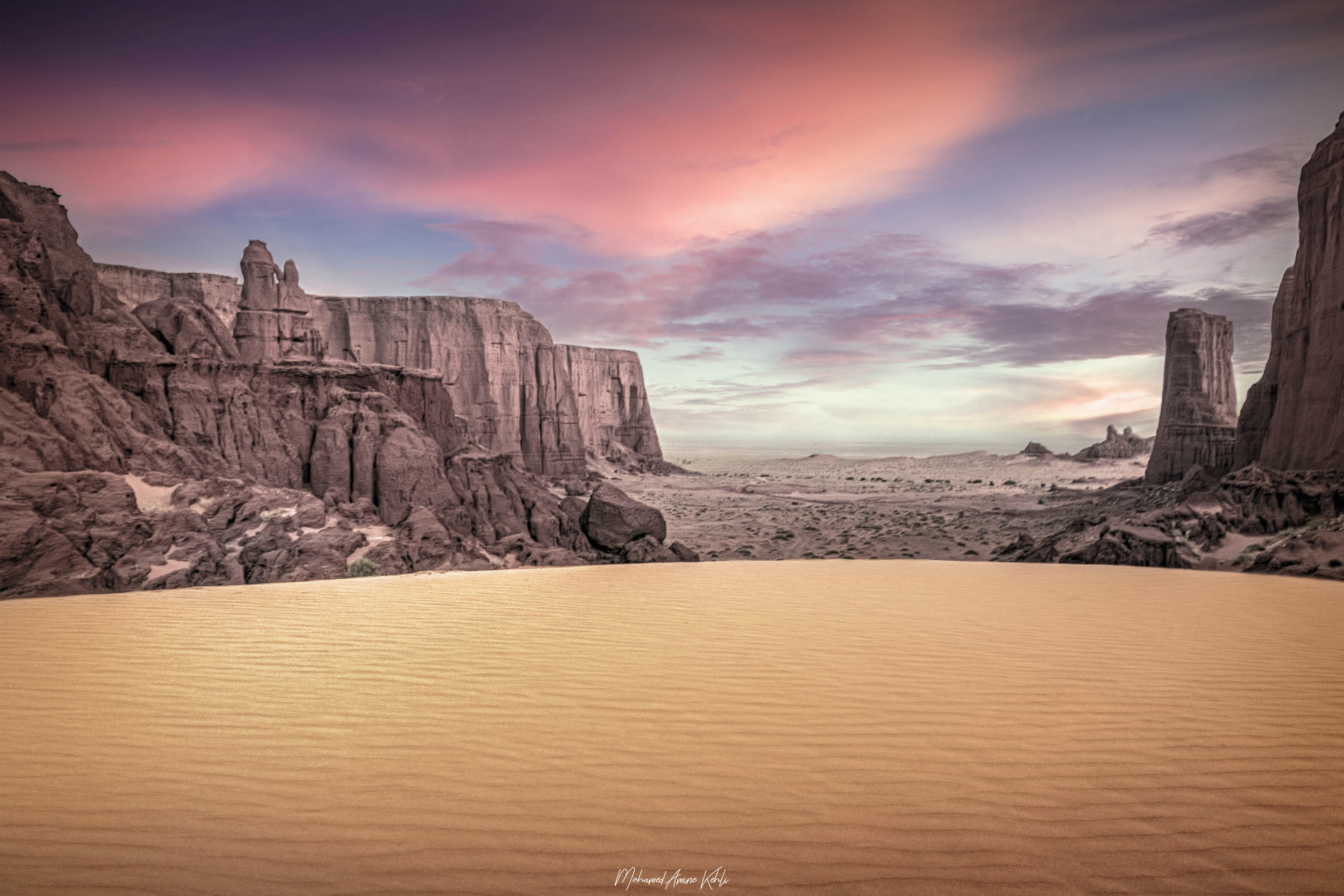
Gour Bent El-Khass

Brézina (arabisch بريزينة) ist eine Stadt mit ca. 12.000 Einwohnern und eine Wüstenoase in der Provinz El Bayadh in der Algerischen Sahara.

## Lage und Klima
Brézina liegt nahe dem nördlich der Stadt aufgestauten Oued Brézina etwa 580 Kilometer südöstlich der Landeshauptstadt Algier auf einer Höhe von ca. 855 m. Der äußerst spärliche Niederschlag (ca. 100–200 mm/Jahr) fällt überwiegend im Winterhalbjahr.

## Bevölkerung
Die meisten Einwohner der Stadt sind berberischer Abstammung und seit der Mitte des 20. Jahrhunderts aus anderen Regionen Algeriens hierhin zugewandert.

## Wirtschaft
Neben den Dattelpalmen spielt immer noch die Landwirtschaft (Oasenwirtschaft) die größte Rolle in der Wirtschaft der Region. Angebaut werden hauptsächlich Bohnen, Paprika, Kürbisse etc. Der Bau eines Stausees (Barrage de Larouiya) für Bewässerungszwecke nördlich der Stadt hat jedoch in der Umgebung zu spürbaren Grundwasserabsenkungen geführt.

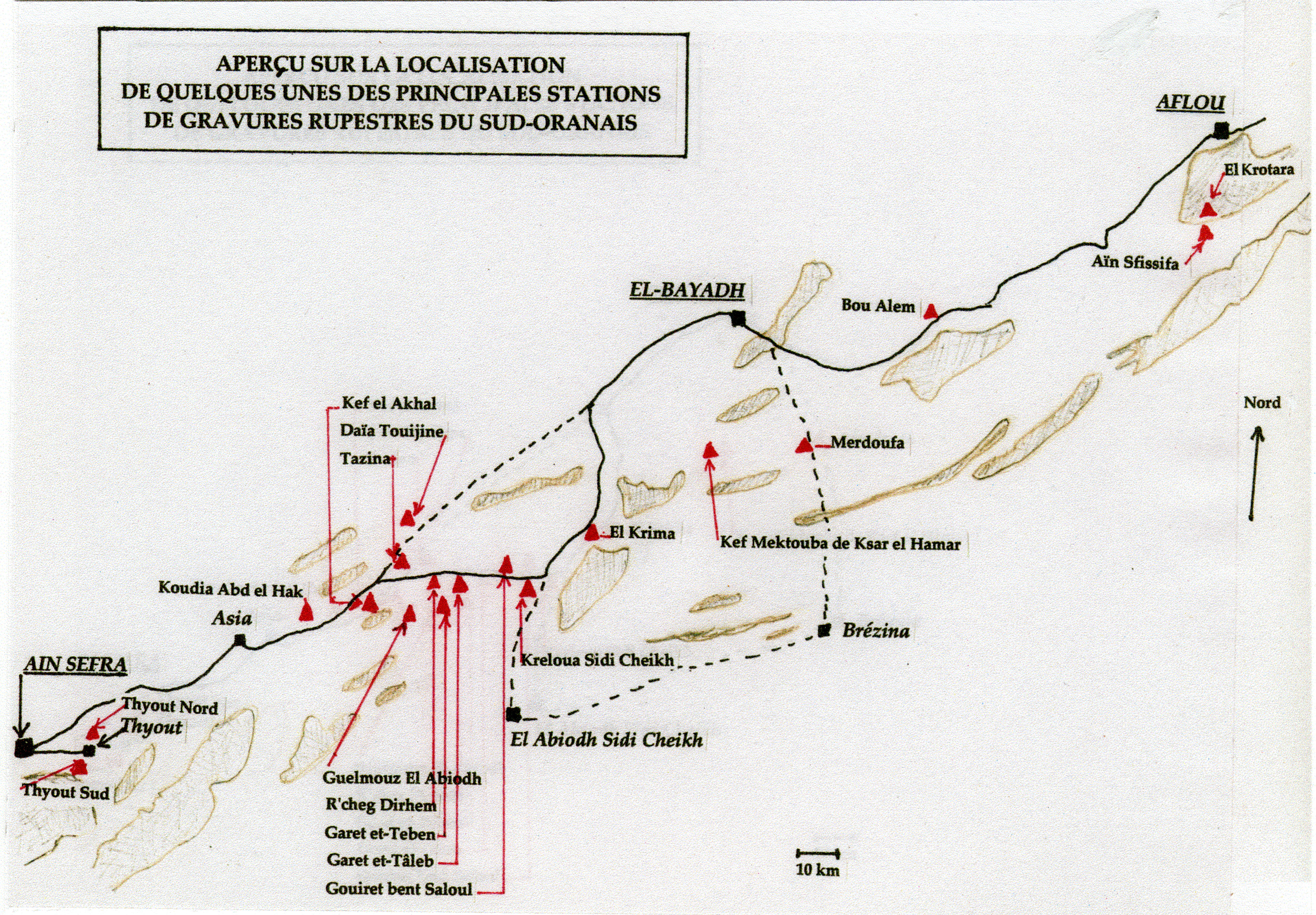
Felszeichnungen in der Umgebung von El Bayadh und Brézina

## Geschichte
Bereits um 10.000 v. Chr. durchstreiften Jäger und Sammler die noch weitgehend grüne Region; später kamen Nomaden mit ihren Schaf- und Ziegenherden. Schon in vorrömischer Zeit entwickelte sich der Karawanenhandel.

## Sehenswürdigkeiten
- Die Fels- und Sandwüsten in der Umgebung sind von besonderem Reiz.
- Sehenswert sind überdies die zahlreichen Petroglyphen in der Umgebung, in denen vor allem Tiere (auch Elefanten) dargestellt sind.[4]